# Duitse Poort
De Duitse Poort, oorspronkelijk Hoogbruggepoort, later ook Akerpoort of Wyckerpoort genoemd, is een voormalige stadspoort in de Nederlandse stad Maastricht. De poort was onderdeel van de Wycker stadsmuur en was gelegen aan het einde van de Hoogbrugstraat, waar ze de toegang vormde tot de stad Maastricht vanuit het oosten (Valkenburg, Aken, Keulen). De oorspronkelijke poort dateerde waarschijnlijk uit de 14e eeuw, maar werd in de loop der eeuwen diverse malen vernieuwd. Vanaf de 17e eeuw was de veldzijde van de poort deels aan het oog onttrokken door de uitbreiding van de vestingwerken van Maastricht. De poort werd in 1869 illegaal gesloopt.

## Geschiedenis

### Bouw Wycker stadsmuur en Duitse Poort

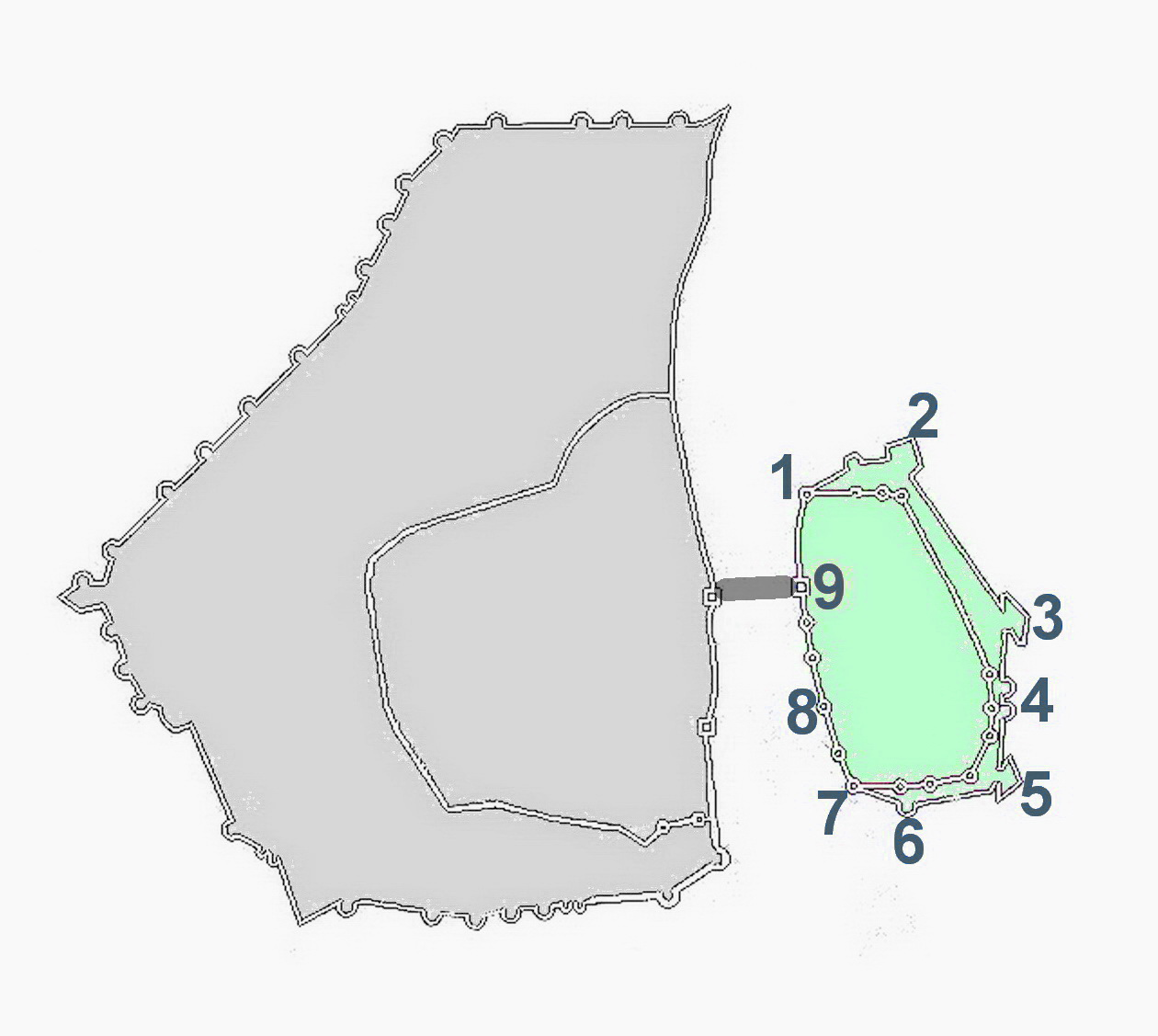
Wycker stadsmuur met Duitse Poort (4)

Over het precieze bouwjaar van de eerste stadsmuur van Wyck is geen duidelijkheid. Mogelijk ging de bouw van de Wycker enceinte (omwalling) gelijk op met die van de tweede middeleeuwse stadsmuur op de linker Maasoever, vanaf eind 13e, begin 14e eeuw. Waarschijnlijk betrof dit aanvankelijk een aarden wal met palissaden, wel al met stenen poorten. In 1284, aan het begin van de Limburgse Successieoorlog, trachtte Walram de Rosse van Valkenburg Maastricht te overmeesteren, maar de wallen aan de Wyckse kant waren blijkbaar al dusdanig sterk dat de vijand afdroop. Het Beleg van Maastricht door de Luikenaren in 1303, dat eveneens op Wyck was gericht, was evenmin succesvol voor de aanvallers. Pas in 1318 vermeldt de kroniek van de Landen van Overmaas dat hertog Jan III van Brabant toestemming gaf een stenen muur om Wyck te bouwen. Vooral in de periode 1397-1400 werd onder oorlogsdreiging met man en macht aan verbetering van de Wycker stadsmuur en -gracht gewerkt. In het laatste kwart van de 15e eeuw werd buiten de bestaande stadsmuur een aarden wal opgeworpen, die een iets wijdere halve cirkel omschreef. In de tweede helft van de 16e eeuw werd deze tweede enceinte versteend, waarbij een deel van de oude muur werd afgebroken en de oude gracht gedempt.
De Duitse Poort was vanouds de belangrijkste poort van Wyck. Al het verkeer dat over de Oude Akerweg vanuit Aken of Keulen naar de Vlaamse en Brabantse handelssteden reisde, kwam via de Duitse Poort Maastricht binnen, werd via de Hoogbrugstraat en de Rechtstraat naar de Maasbrug geleid (tot 1275 de oude Romeinse brug) en vervolgde dan meestal zijn weg via de Maastrichter Brugstraat, de Kleine en Grote Staat, Vrijthof en Brusselsestraat richting Brusselsepoort, de drukste stadspoort van Maastricht.
De oorspronkelijke Duitse Poort was een rechthoekig bouwwerk met een verdieping en een zadeldak, geflankeerd door twee ronde torens met torenspitsen. De ruim 5 m hoge poortopening was aanvankelijk spitsboogvormig, later gewijzigd in een rondbogige doorgang. De poort was voorzien van vleugeldeuren en een valhek. De tienbogige, stenen brug over de Oude Maasarm bij de Duitse Poort werd in 1412 gebouwd, getuige een gedenksteen die zich boven de poortdoorgang aan de veldzijde bevond. De brug werd vanwege de steile helling Hoge Brug of Hoogbrugge genoemd, waarvan de namen Hoogbruggepoort en Hoogbrugstraat zijn afgeleid. Rondom de Wycker stadsmuur lag een Maasarm, die het gehele stadsdeel omspoelde.

### Uitbouw van de vesting en inkapseling Duitse Poort
Door de veranderde oorlogsvoering en de als gevolg daarvan gestaag uitdijende buitenwerken, raakten de stadspoorten vanaf eind 15e eeuw steeds meer ingekapseld. Waarschijnlijk werd ook de Duitse Poort al in de 15e eeuw gemoderniseerd en uitgebouwd tot een barbacane met twee extra ronde torens in de gracht, die met muren verbonden waren met de hoofdpoort (vergelijk de Ponttor in Aken). De verbindingsmuren hadden aan de binnenzijde spaarbogen met stenen zitbanken. Later werd dit deel overwelfd zodat een ruimte ontstond van 4 m breed en 4 m 60 hoog. De totale doorgang was 25 m lang. De poort werd in 1543 opnieuw gemoderniseerd, waarbij waarschijnlijk de oude poorttorens werden gesloopt.
Op een prent van Frans Hogenberg is te zien hoe Spaanse troepen in april 1577 via de Duitse Poort de stad verlaten, enkele maanden na de Spaanse Furie van 1576. Bij het Beleg van Maastricht door de Fransen in 1748 wist commandant Hobbe van Aylva het Wyckerveld onder water te zetten, waardoor de Fransen bij de Duitse Poort uit hun loopgraven werden gedreven. Uiteindelijk gaf de stad zich toch over en trokken twee Franse regimenten (Löwendal en Normandië) via de Duitse Poort de stad binnen.
In de 18e eeuw werden de vestingwerken verder uitgebreid en werden buiten de Duitse Poort diverse bastions en lunetten bijgebouwd, onder andere de ravelijn Raaf, waarop zich de buitenwacht van de Duitse Poort bevond, de bastions Parma en Galgenbastion en de lunetten Enghien en Valkenburg. De buitenwerken in dit gebied konden door afdamming van een oude rivierarm van de Maas onder water gezet worden. Op de Franse maquette van Maastricht uit het midden van de 18e eeuw is de inkapseling van de Duitse Poort goed te zien. In 1840 werd aan de veldzijde van de poortdoorgang een tamboer gebouwd om de poort verder te beschermen.

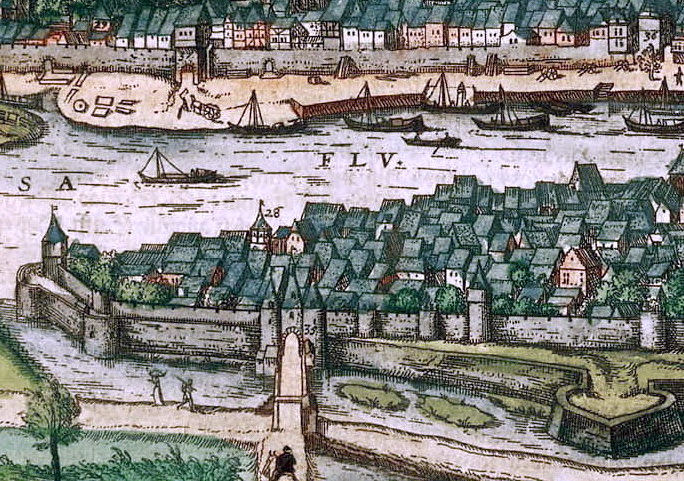
Wycker stadsmuur en omgeving Duitse Poort, ca. 1575
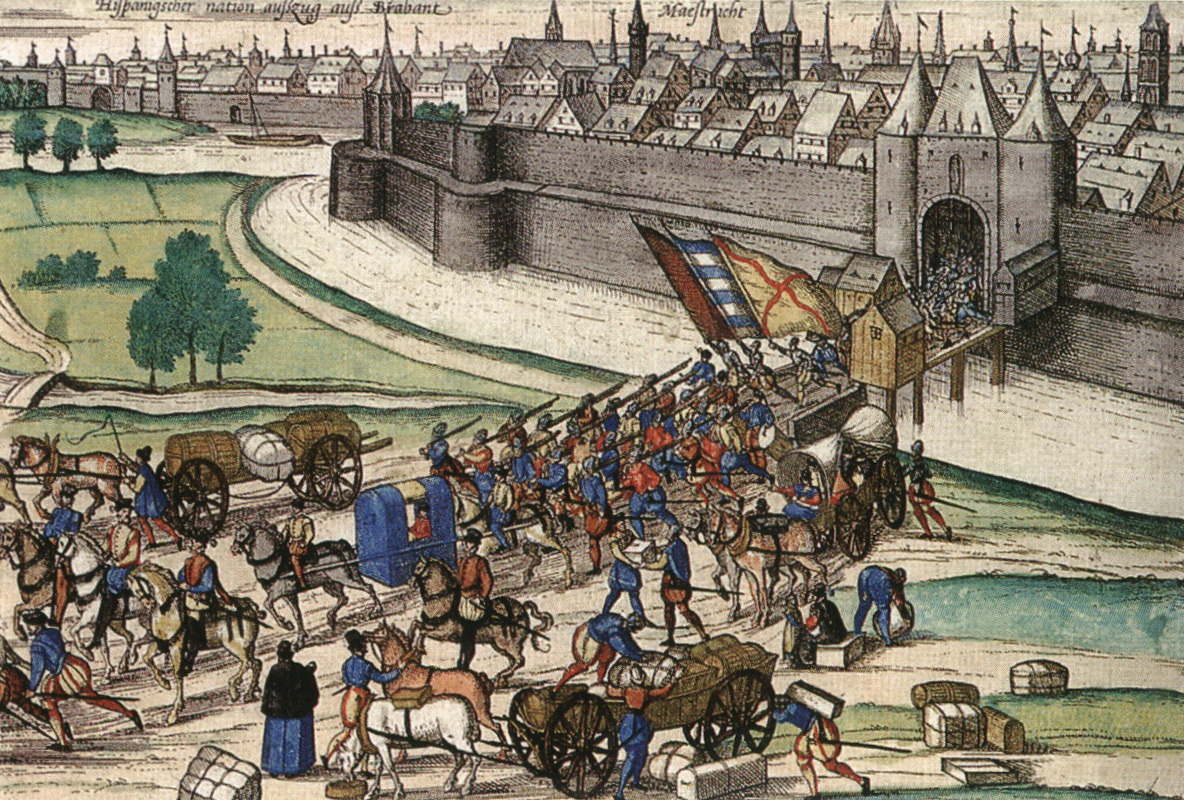
Vertrek Spaanse troepen via de Duitse Poort, 1577
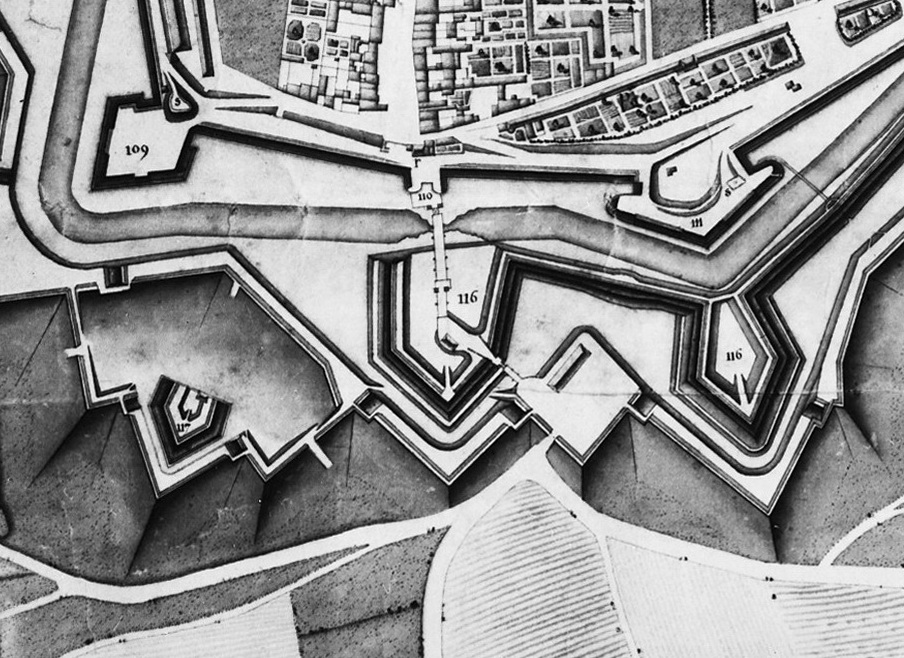
Duitse Poort (r) met ravelijn (116), bastions (109, 111) en lunetten (117, 118), 1749.
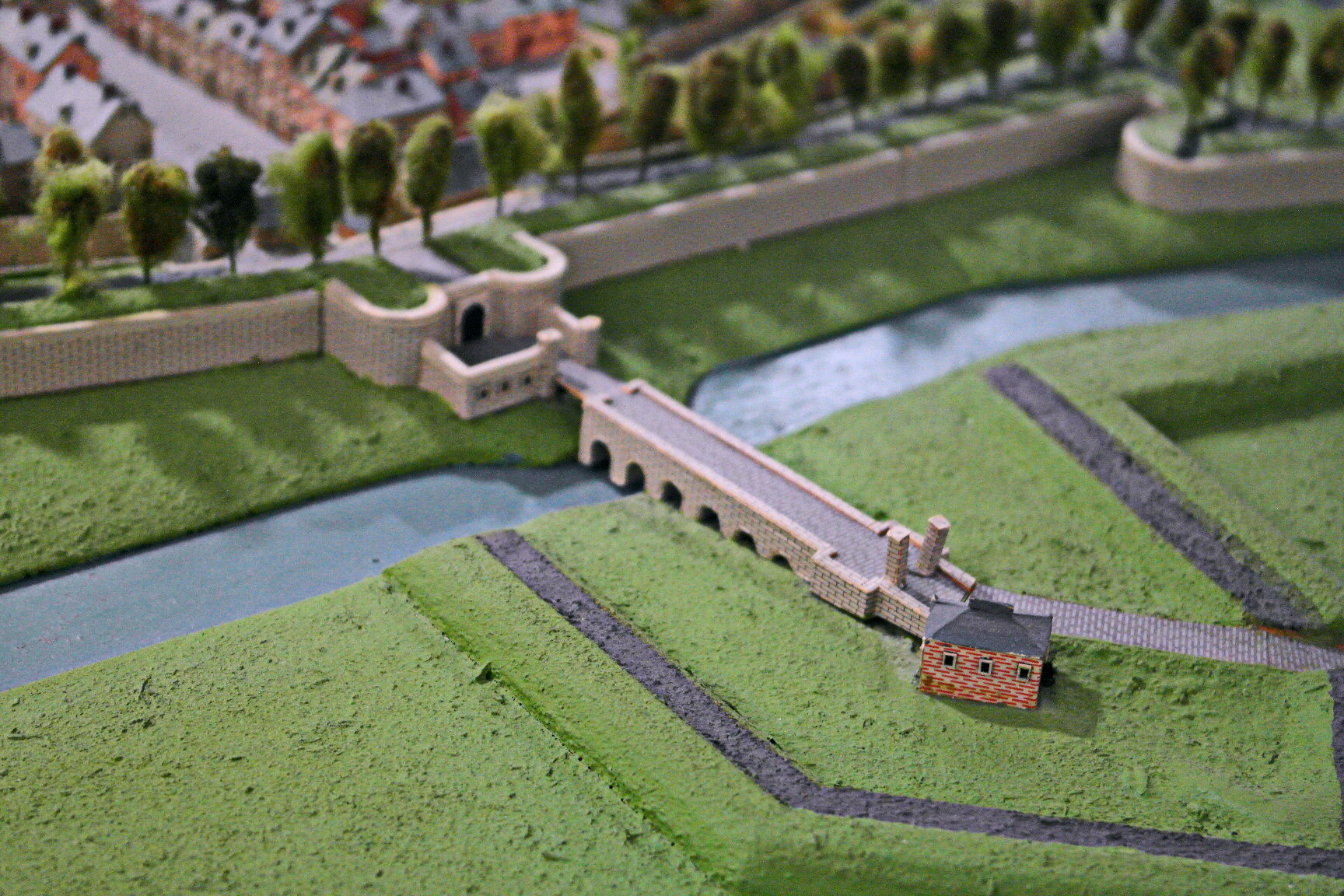
Wyckerwal met Akerpoort, Hoogbrugge, ravelijn De Raaf en buitenwacht, ca. 1750

### Ontmanteling vesting en sloop Duitse Poort

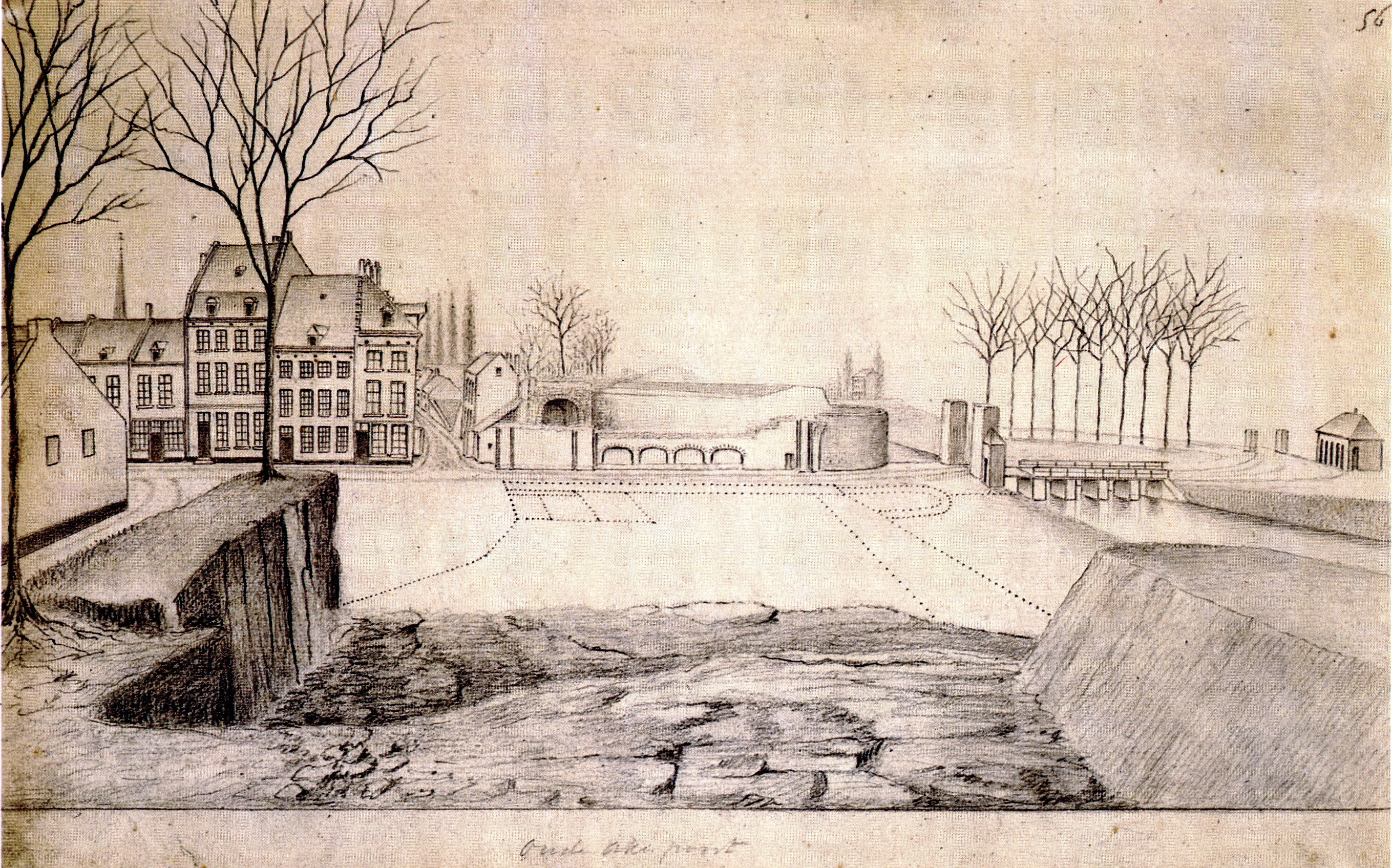
De Duitse Poort na de sloop (Jan Brabant, na 1869). De stippellijnen geven de contouren van het grondplan aan

Op 29 mei 1867 ondertekende koning Willem III der Nederlanden, na lang aandringen van onder andere de gemeente Maastricht, het besluit tot opheffing van de vestingstatus van Maastricht, Venlo, Bergen op Zoom, Vlissingen en enkele andere vestingen. In de jaren daarna werd de vesting Maastricht in opdracht van het Ministerie van Oorlog ontmanteld, waarna de gronden werden overgedragen aan de Dienst der Registratie en Domeinen voor verdere sloop en herbestemming. De stadspoorten van Maastricht, die onder de zeggenschap van het gemeentebestuur vielen, werden tussen 1867 en 1870 als eerste afgebroken. De afbraak van de stadsmuren ging nog door tot de jaren 1930. De sloop van de Duitse Poort begon in de nacht van 28 september 1869 door een groep gemaskerde Wyckenaren. Zij zagen de poort als een sta-in-de-weg en wilden voorkomen dat de poort als historisch monument bewaard zou blijven. Bij de sloop werden aan de stadszijde de fundamenten teruggevonden van de twee oudere poorttorens. Het terrein van de gesloopte Duitse Poort werd geveild en deels bestemd ten behoeve van de verkeersinfrastructuur, deels voor de uitbreiding van ter plaatse gevestigde industrieën.
De ontmanteling van de vesting Maastricht werd door de meeste tijdgenoten gezien als het begin van een periode van grotere welvaart. Tegen de afbraak van de eeuwenoude stadspoorten rees dan ook nauwelijks protest. Bij de start van de afbraak van de Tongersepoort in december 1867 was geen enkele bepaling opgenomen over documentatie en oudheden. Door toedoen van de kunstenaar Alexander Schaepkens en de jonge Victor de Stuers werd bij de sloopbestekken van de andere poorten bepaald dat gedetailleerde tekeningen en foto's gemaakt moesten worden. De tekenaar Johannes Brabant maakte in opdracht van het Geschied- en Oudheidkundig Genootschap schetsen en de fotograaf Theodor Weijnen foto's van de te slopen vestingwerken.

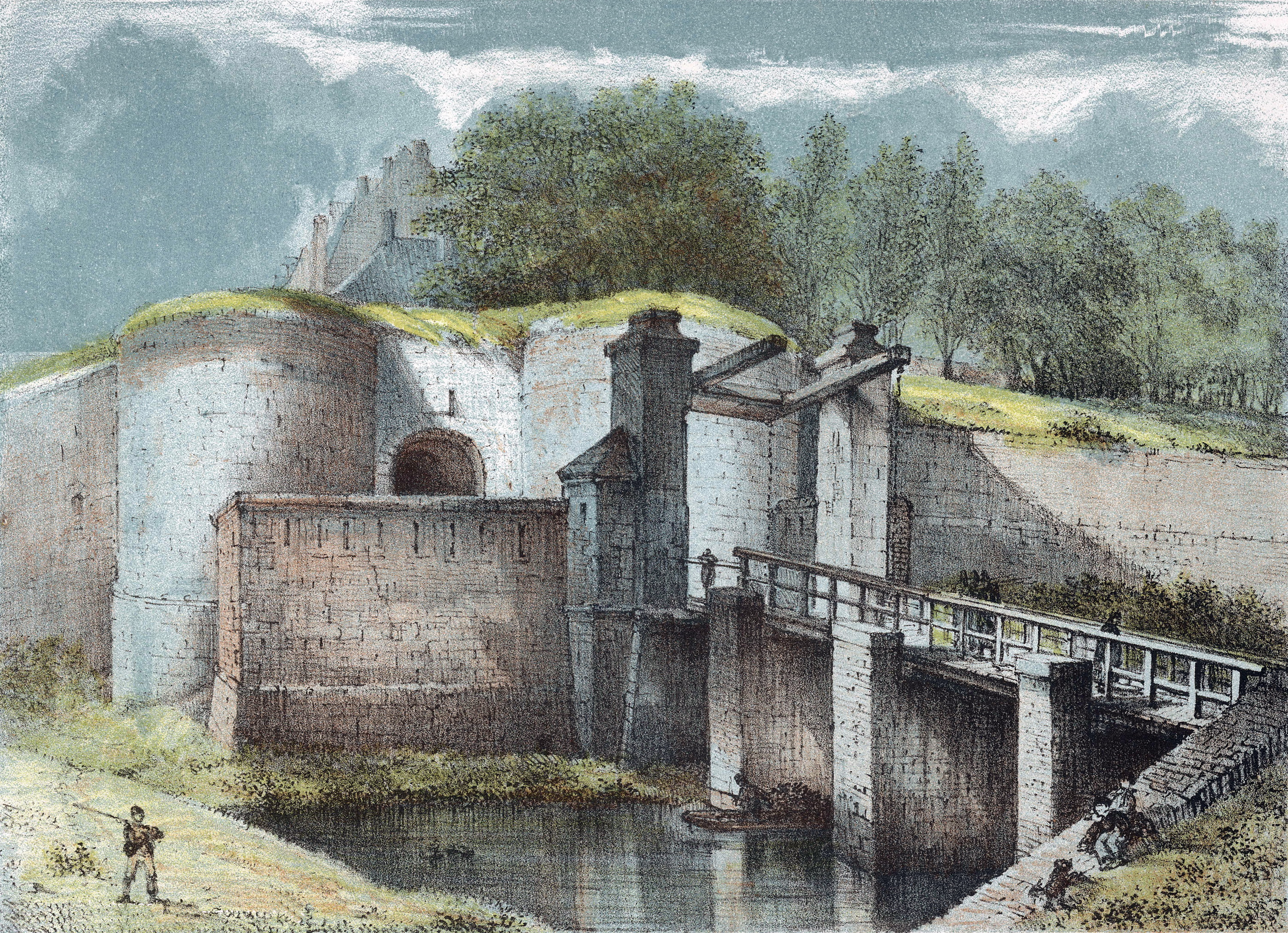
Duitse Poort met tamboer (A. Schaepkens, ca. 1860)
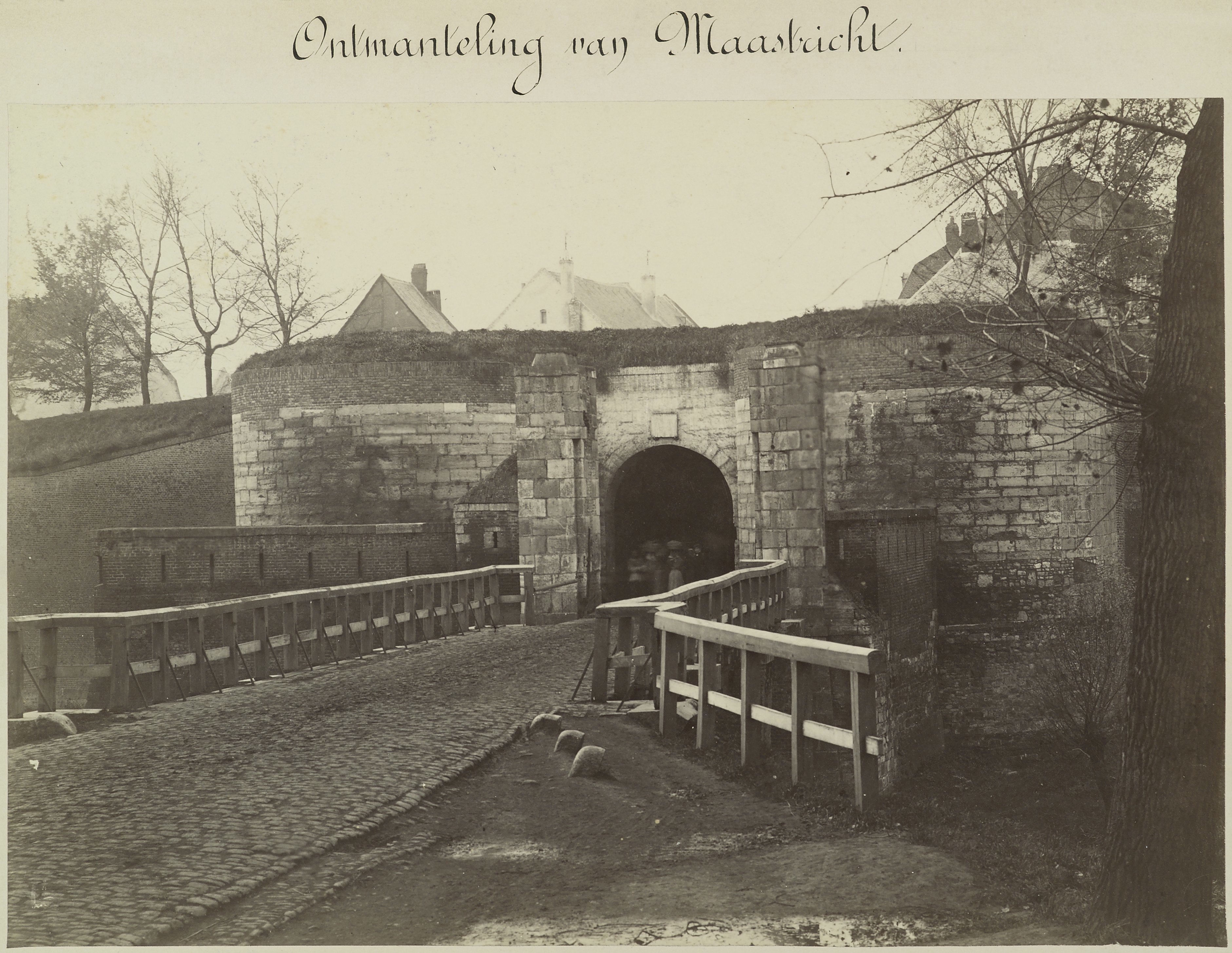
Veldzijde Duitse Poort (Th. Weijnen, 1868)
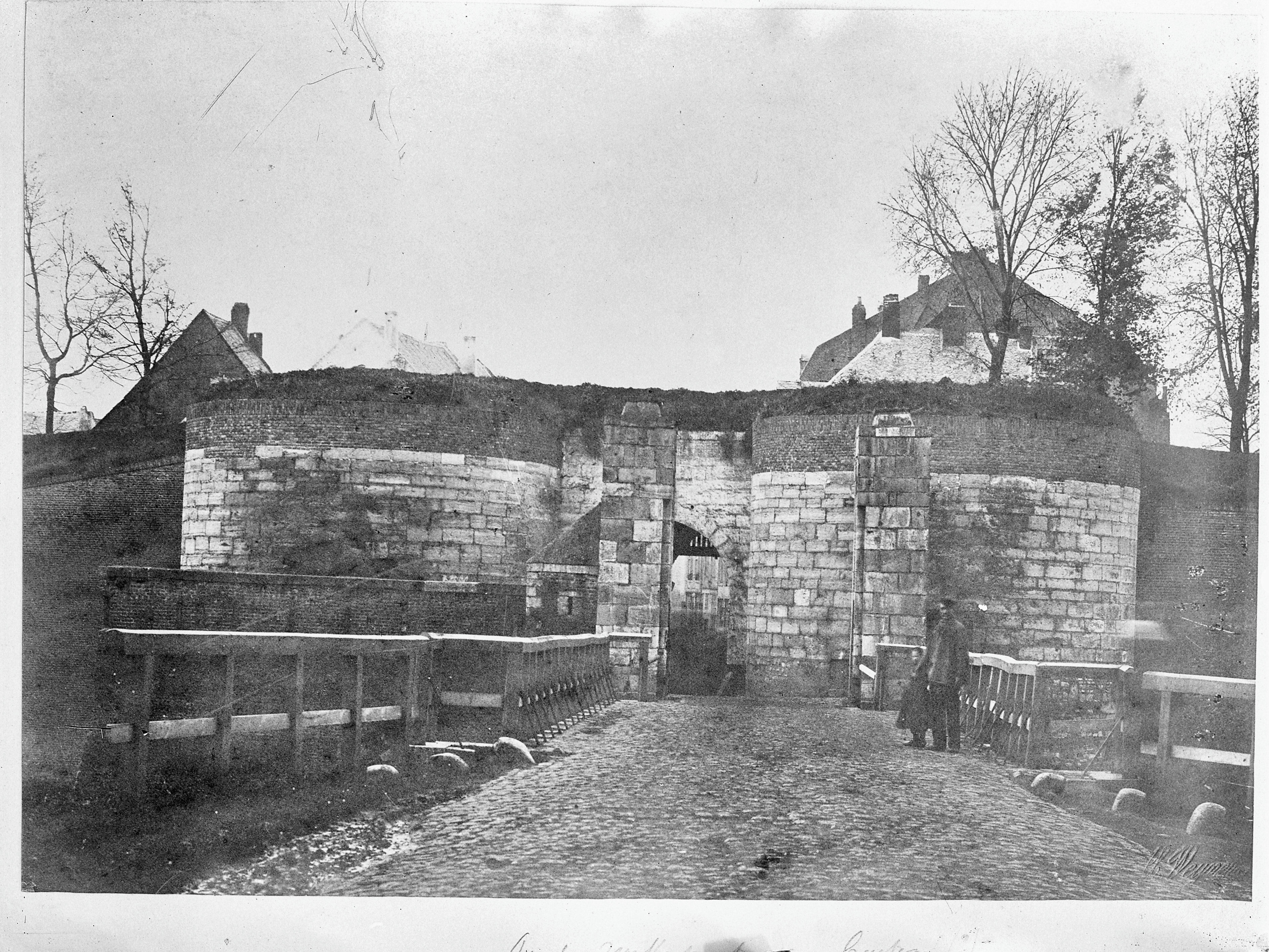
Veldzijde Duitse Poort (Th. Weijnen, 1868)
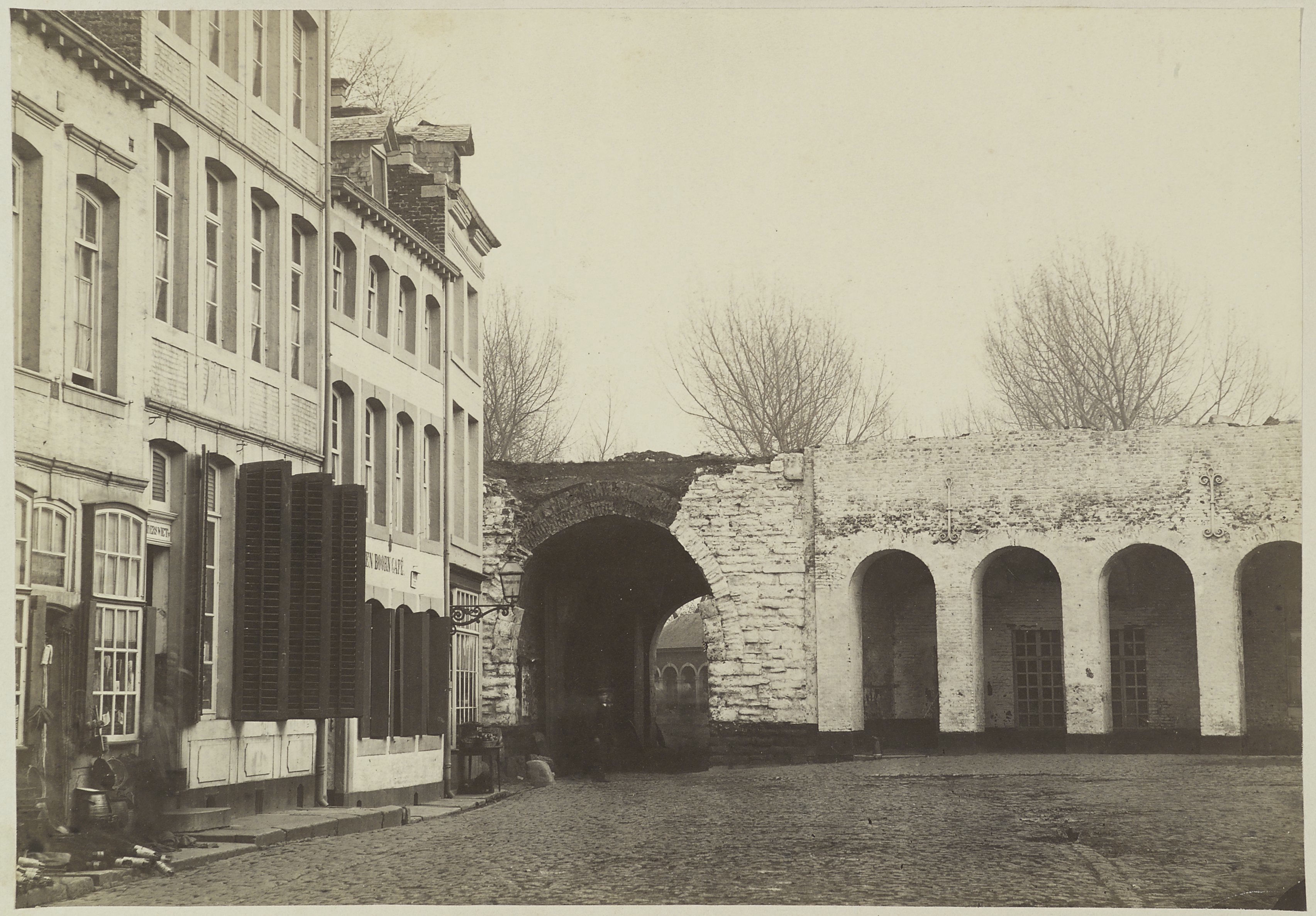
Stadszijde met binnenwacht (Th. Weijnen, 1868)

## Cultuurhistorisch erfgoed
Van de Duitse Poort en de bijbehorende gebouwen (brug, wachthuizen, kruithuizen, barakken) is vrijwel niets bewaard gebleven. Bij bouwwerkzaamheden aan de Wilhelminasingel stuitte men in 1915 op vrij goed bewaard gebleven delen van de Hoge Brug, de brug bij de Duitse Poort. Een hardstenen boog is bewaard gebleven in de kelder van het pand Wilhelminasingel 34. In de Bourgognestraat stond in 1979 nog een muur van het kruithuis  Bourgogne uit de 18e eeuw, maar het is niet duidelijk of deze behouden is bij de realisering van het stadsvernieuwingsproject Bourgogneplein in de jaren 1980. In de omgeving herinneren enkel nog topografische namen aan de militaire geschiedenis van het gebied: Akerpoort, Duitse Poort, Wyckerpoort, Hoogbrugstraat, Hoge en Lage Barakken en Bourgognestraat. De naam Hoge Brug voor de nieuwe voetgangersbrug over de Maas is in historisch opzicht ongelukkig gekozen, aangezien deze geen relatie heeft met de oude Hoogbrugge.